# Rezerwat przyrody Gola
Rezerwat przyrody „Gola” – rezerwat leśny położony na terenie powiatu oleśnickiego, w gminie Międzybórz (województwo dolnośląskie).
Obszar ochrony powołany został Zarządzeniem Ministra Leśnictwa z dnia 15 lutego 1954 r. w sprawie uznania za rezerwat przyrody (M.P. z 1954 r. nr 22, poz. 362) w celu zachowania ze względów naukowych i dydaktycznych fragmentu lasu mieszanego z udziałem jodły, występującej tu na granicy swego zasięgu. Rezerwat położony jest w granicach obszaru chronionego krajobrazu Wzgórza Ostrzeszowskie i Kotlina Odolanowska. Rezerwat pierwotnie obejmujący 11,70 ha obecnie ma 12,05 ha powierzchni. W identycznych granicach powołano obszar siedliskowy sieci Natura 2000 „Bór Jodłowy w Goli” PLH020107.
Rezerwat zajmuje niewielką część kompleksu leśnego, reprezentowanego na tym niewielkim obszarze chronionym przez pięć zespołów leśnych: wyżynny bór jodłowy, subatlantycki bór sosnowy i kontynentalny bór mieszany, oraz na niewielkich powierzchniach – grąd środkowoeuropejski i kwaśna buczyna. Bory jodłowe, grądy i buczyny stanowią siedliska przyrodnicze podlegające szczególnej ochronie w Unii Europejskiej (Dyrektywa Siedliskowa).
Na terenie rezerwatu stwierdzono występowanie 89 gatunków roślin naczyniowych (2 taksony chronione) i 14 gatunków mchów (11 taksonów chronionych). Swoje stanowiska mają tu następujące gatunki roślin chronionych: widłak jałowcowaty, bagno zwyczajne, widłoząb Bergera, próchniczek błotny, gajnik lśniący, bielistka siwa, rokietnik pospolity, płonnik pospolity, brodawkowiec czysty, torfowiec ostrolistny i torfowiec kończysty. W rezerwacie występują również dwa gatunki niepodlegające ochronie gatunkowej, ale rzadkie na Dolnym Śląsku i wpisane na regionalną czerwoną listę gatunków zagrożonych: wełnianka pochwowata i jemioła pospolita jodłowa. Mykoflora tego obszaru rozpoznana została tylko dla grupy podstawczaków: liczy 31 grzybów i nie obejmuje gatunków chronionych lub rzadkich.
Odnotowane w ciągu 30 lat zmiany w strukturze roślinności rezerwatu wskazują na ustępowanie gatunków borowych na rzecz fitocenoz lasów liściastych.
Rezerwat leży na gruntach Skarbu Państwa w zarządzie Nadleśnictwa Syców. Nadzór sprawuje Regionalny Konserwator Przyrody we Wrocławiu. Rezerwat nie posiada planu ochrony, obowiązują za to zadania ochronne, na mocy których obszar rezerwatu objęty jest ochroną czynną.
Ze względu na ochronę nalotu i podrostu jodły cały teren rezerwatu jest ogrodzony siatką uniemożliwiającą penetrowanie go przez większe zwierzęta naziemne. Rezerwat nie został udostępniony turystycznie, a najbliższa oznakowana trasa rowerowa biegnie w odległości około 0,5 km od jego granic.